# Joshua Coppins

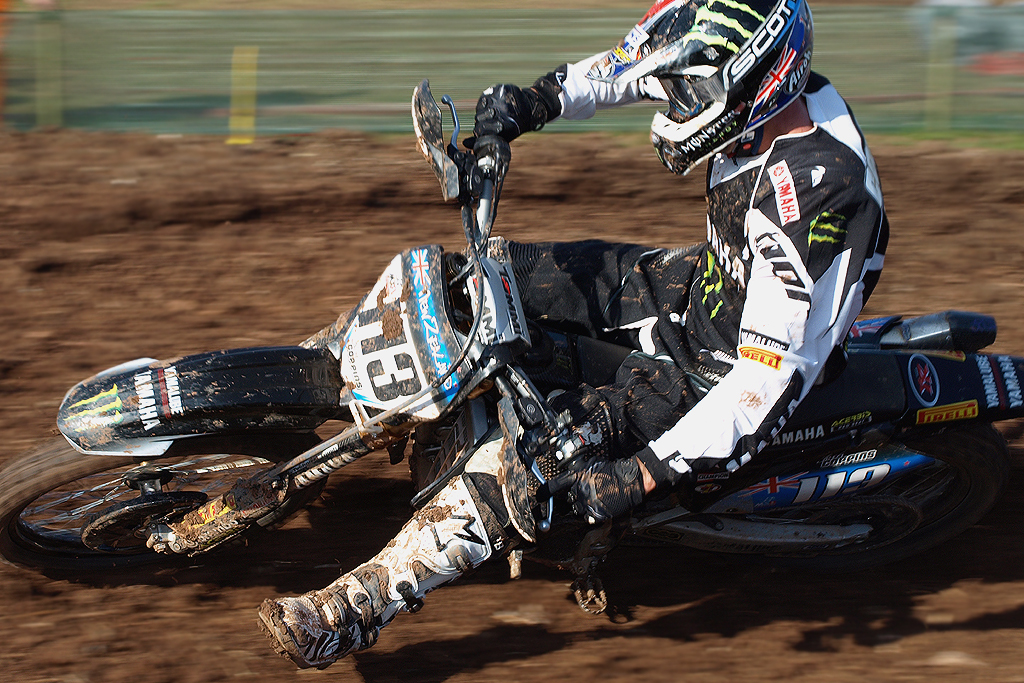

Joshua "Josh" Coppins (Motueka, 11 maart 1977) is een Nieuw-Zeelands voormalig motorcrosser.

## Carrière
Joshua Coppins begon in 1996 als semi-fabrieksrijder in het Wereldkampioenschap motorcross 250cc voor het Suzukiteam van Sylvain Geboers. Door zijn goede prestaties werd hij halverwege 1999 aangesteld als fabrieksrijder. Vanaf 2002 kwam Coppins uit op Honda en werd vice-wereldkampioen 250cc. In 2004 werd hij derde en in 2005 opnieuw vice-wereldkampioen in de MX1-klasse na Stefan Everts.
Voor het seizoen 2007 stapte Coppins over op Yamaha. Op een bepaald moment stond Coppins meer dan honderd punten voor op de tweede man in de tussenstand, Steve Ramon. Door een val in de Tsjechische Grand Prix brak hij zijn schouderblad. Coppins kon zijn voorsprong niet meer verdedigen en werd uiteindelijk nog derde. In 2008 en 2009 reed hij nog steeds voor Yamaha, maar eindigde telkens op verdere ereplaatsen.
Coppins sloot zijn carrière af in 2010 op Aprilia.
In 2012 reed Coppins nog twee Grands Prix mee op Yamaha, ter vervanging van de geblesseerde David Philippaerts.
Joshua Coppins maakte sinds 1997 deel uit van het Nieuw-Zeelandse team voor de Motorcross der Naties en won in zijn carrière elf Grands Prix.
| 1  | 30-05-2004 | Groot-Brittannië    | Arreton             |
| 2  | 03-07-2005 | Zweden              | Uddevalla           |
| 3  | 17-07-2005 | Zuid-Afrika         | Sun City            |
| 4  | 27-08-2006 | Noord-Ierland       | Desertmartin        |
| 5  | 01-04-2007 | Benelux (Nederland) | Valkenswaard        |
| 6  | 15-04-2007 | Spanje              | Bellpuig            |
| 7  | 06-05-2007 | Italië              | Mantova             |
| 8  | 10-06-2007 | Frankrijk           | Saint-Jean-d'Angély |
| 9  | 17-06-2007 | Bulgarije           | Sevlievo            |
| 10 | 29-06-2008 | Duitsland           | Teutschenthal       |
| 11 | 05-04-2009 | Bulgarije           | Sevlievo            |